# João-da-canarana
Rabo-espinhoso-branco-e-ruivo ou joão-da-canarana (Certhiaxis mustelinus) é uma espécie de ave da família Furnariidae.
Pode ser encontrada nos seguintes países: Brasil, Colômbia e Peru.
Os seus habitats naturais são rios e pântanos.